# امیل بیر
امیل بیر (انگلیسی: Emil Beyer; ۲۲ نوامبر ۱۸۷۶ – ۱۵ اکتبر ۱۹۳۴) ژیمناست هنری و ورزشکار سه‌گانه اهل ایالات متحده آمریکا بود.